# Prise de Paris (1420)
Pour les articles homonymes, voir Siège de Paris.
Guerre de Cent Ans
Batailles
La prise de Paris en 1420 marque le début de la présence anglaise à Paris lors de guerre de Cent Ans. À la faveur d'une alliance avec le parti bourguignon au sein de la ville et du traité de Troyes, les Anglais font leur entrée à Paris et constituent un gouvernement commun avec les Bourguignons.

## Contexte
Le 29 mai 1418, grâce à la trahison d'un certain Perrinet Leclerc et au soutien des artisans et des universitaires contre Charles VI, Paris est livrée à Jean de Villiers, du parti bourguignon. Grâce aux clés dérobées sous le chevet du lit de son père, Perrinet Leclerc ouvre la porte de Bussy aux 800 hommes du capitaine Jean de Villiers de L'Isle-Adam, fidèle du duc de Bourgogne. Les Bourguignons auxquels se joint une partie de la population pillent, tuent ou emprisonnent tous ceux qui leur sont opposés, à commencer par les Armagnacs, partisans du comte d’Armagnac, beau-père du duc d'Orléans. Aux cris de « Vive Bourgogne ! », les Orléanais sont massacrés.

## Déroulement
Le 10 septembre 1419, alors qu'une trêve avait été conclue quelques mois auparavant, le duc de Bourgogne, Jean Ier dit « Jean sans Peur », est assassiné à Montereau lors d'une entrevue avec le dauphin, le futur Charles VII. La nouvelle parvient rapidement à Paris, alors tenue par le parti bourguignon. Le peuple crie vengeance et pourchasse les Armagnacs. Les troubles durent jusqu'en 1420. En avril, des pillages sont perpétrés par les Armagnacs dans les abords de la ville.
Le 29 avril, le Parlement de Paris approuve à l'unanimité le principe d’un traité de paix franco-anglais, ce qui ouvre la voix au traité de Troyes. Début juin, des garnisons anglaises prennent possession de la Bastille et du Louvre Un gouvernement anglo-bourguignon est constitué. Rapidement, celui-ci passe sous le contrôle du roi d'Angleterre Henri V.

## Conséquences
L’entrée dans Paris des Bourguignons commandés par le duc de Bourgogne Philippe le Bon, de leurs alliés anglais commandés par Henri V, et du roi de France Charles VI, le 1er décembre 1420, marque la prise définitive par les Bourguignons et Anglais de la ville ruinée, dévastée et désolée par la guerre civile et la disette.
La capitale resta ensuite seize ans aux mains des Anglais et de leurs alliés. En 1429, les troupes de Jeanne d'Arc tentèrent en vain de reprendre Paris. Jean de Villiers défend la ville contre Jeanne.